# Мах Петро Петрович
Мах Петро Петрович (25 травня 1934, село Корхів Білгорайського повіту Люблінського воєводства, Польща  — 17 березня 2011, Луцьк) — український громадський діяч, поет, письменник, публіцист, пісняр. Заслужений діяч мистецтв України (2009). Член Національної спілки письменників України. Почесний громадянин Луцька (2013).

## Біографія
Мах Петро Петрович народився 25 травня 1934 року у селі Корхів Білгорайського повіту Люблінського воєводства, Польща. У квітні 1941 року батько поета загинув від рук польського шовініста. У 1944 році сім'я внаслідок депортації опинилася в голодному Мелітополі Запорізької області, а в 1945 році переїхала на Волинь.
Навчався у Підгаєцькій семирічці, у Луцькій середній школі № 1. Закінчив українське відділення філологічного факультету Львівського державного університету імені Івана Франка.
Працював журналістом, виїзним редактором львівського видавництва «Каменяр» по Волинській та Рівненській областях. Деякий час працював у газеті «Радянська Волинь», але був звільнений через те, що зі священиком поховав рідну матір.
Петро Мах — член національної спілки письменників України (з 1963). Перший голова створеної у 1980 році Волинсько-Рівненської організації Спілки письменників України. Є автором поетичних, прозових та публіцистичних книг. У них — тонка лірика, волинська природа, незламний дух борця за рідне слово, за волю України. У його творчому доробку також сценарії телефільмів. На тексти віршів створені пісні «Ожини», «Питала мати в далини», «Сповідь сивого клена», «На білих крилах рушників» та інших. Його твори друкувалися за кордоном, зокрема у Польщі та Словаччині, перекладалися на мови європейських країн.
Петро Мах стояв біля витоків багатьох громадських організацій («Конгресу інтелігенції Волині», «Просвіти», «Товариства книголюбів»). Він — почесний професор Волинського державного університету імені Лесі Українки.
Дружина Марія Михайлівна Мах з часу заснування у 1977 році очолювала колектив Волинської обласної бібліотеки для юнацтва. Вона — перша на Волині заслужений працівник культури України.

## Вшанування пам'яті
У 2012 році урочисто відкрито меморіальну таблицю пам'яті Петра Маха на фасаді Луцької спеціалізованої школи І-ІІІ ступенів № 1, де він навчався. А в кабінеті української мови розмістили музейну експозицію присвячену літературній спадщині поета.
1 червня 2013 року вступило в силу рішення Луцької міської ради про перейменування вулиці Миколи Баумана на вулицю Петра Маха

## Нагороди та відзнаки
- Почесна грамота Президії ВР УРСР (1984);
- Заслужений діяч мистецтв України (2009);
- Лауреат літературної премії «Благовіст»;
- Лауреат волинської обласної премії імені Олександра Гаврилюка;
- Лауреат волинської обласної премії імені Агатангела Кримського.

## Творчість

### Книги
- Перші промені (1958);
- Поезії (1960);
- Пісня кленів (1965);
- Поклін Джоконді (1968);
- Гостини в матері;
- Дикий брід;
- Вікна (1971);
- На білих крилах рушників;
- Плеса (1981, Київ, «Дніпро»);
- Крайполе;
- Ластівка із крилами журби (2004, Луцьк, «Настир'я»);
- Корогва (2008, Луцьк, «Настир'я»);
- Дулібська легенда;
- Крайполе (у 2-х томах; 2010, Луцьк, «Волинська обласна друкарня»);
- Гордоплесо (2011, Луцьк, «Волинська обласна друкарня»).

### Публікації в журналах і газетах
- У тиху заводь не кидати душу / Волинь. — 26 лютого 2011.

### Про Петра Маха
- Дубина М. Завжди на передньому краї / Радянська Волинь. — 24 травня 1984.
- Крещук С. Як Петро Мах Тарапуньку женив / Радянська Волинь. — 3 жовтня 1998. — С. 7.
- Гей В. Поетичний світ Петра Маха / Волинь. — 22 травня 2004.
- Філатенко А. Поетова сповідь на іменини / Волинь-нова. — 29 травня 2004.
- Філатенко А. Поет затаєної печалі / Волинь-нова. — 2 квітня 2005.
- Філатенко А. Голова облради привітав письменника / Волинь-нова. — 10 квітня 2010. — С. 6.
- Не стало автора легендарних «Ожин» / Волинь-нова. — 19 березня 2011. — С. 7.
- Філатенко А. Прощальний дарунок Петра Маха / Волинь-нова. — 20 серпня 2011. — С. 11.
- Філатенко А. «Сповідь сивого клена» / Волинь-нова. — 20 березня 2012. — С. 2.